# Сухопутные войска Азербайджана
Сухопутные войска Азербайджана (азерб. Azərbaycan Quru Qoşunları) — вид вооружённых сил Азербайджана, предназначенный для ведения боевых действий преимущественно на суше. Состоят из мотострелковых, артиллерийских, инженерных и других войск.

## История
В советский период территория Азербайджана находилась в границах ответственности Закавказского военного округа. На территории Азербайджана была дислоцирована 4-я армия, а также подразделения 19-й отдельной армии ПВО, в частности 15-й корпус ПВО, преобразованный с 1 февраля 1988 года в 97-ю Львовскую Краснознамённую дивизию ПВО. 4-я армия состояла из трёх мотострелковых дивизий в городах Гянджа, Ленкорань и Баку. На территории Азербайджана также находился 49-й арсенал ГРАУ.
Летом 1992 года вышла резолюция президента Азербайджана о приватизации частей и военных соединений СССР на территории Азербайджана, в резолюции содержались требования к России об установлении контроля над транспортными средствами и вооружениями 75-й и 295-й мотострелковых дивизий. Передача имущества 4-й армии (за исключением более половины вооружения 366-го гвардейского мотострелкового полка 23-й гвардейской мотострелковой дивизии, захваченного армянскими вооружёнными формированиями в 1992 году, во время вывода полка из Ханкенди) и 49-го арсенала ГРАУ было завершено в 1992 году. Таким образом, к концу 1992 года Азербайджан получил вооружение и технику в количестве достаточным для комплектования трёх мотострелковых дивизий. Вооружение и имущество 75-й мсд были переданы правительству Нахичеванской Автономной Республики.
Азербайджан заключил ряд договоров с Турцией по поставке вооружений для модернизации Сухопутных войск. Это было необходимо с учётом недостатков, отмеченных Jane’s World Armies в 2004 году. В докладе отмечены такие недостатки как огромные проблемы подготовки, оснащения и мотивации солдат; коррупция в рядах Сухопутных войск.

## Состав
- 5 армейских корпусов (21 мотострелковая бригада, из них 17 лёгких мотострелковых)
- 5 бригад специального назначения
- 1 ракетная бригада
- 1 артиллерийская бригада (+ 1 учебная)
- 1 реактивная артиллерийская бригада
- 1 противотанковая артиллерийская бригада
- 1 бригада связи
- 1 инженерная бригада
- 1 бригада тылового обеспечения[6][7]

|                              |                              |                              |                              |                              |                              |  |  |                                    |                                    |                                    |                                    |                                    |                                    |  |  |                               |                               |                               |                               | Сухопутные войска Азербайджана |                               |  |  |                                      |                                      |                                      |                                      |                                      |                                      |  |  |                                                      |                                                      |                                                      |                                                      |                                                      |                                                      |  |  |                                        |                                        |                                        |                                        |                                        |                                        |  |  |  |  |  |  |  |  |  |  |
|                              |                              |                              |                              |                              |                              |  |  |                                    |                                    |                                    |                                    |                                    |                                    |  |  |                               |                               |                               |                               |                                |                               |  |  |                                      |                                      |                                      |                                      |                                      |                                      |  |  |                                                      |                                                      |                                                      |                                                      |                                                      |                                                      |  |  |                                        |                                        |                                        |                                        |                                        |                                        |  |  |  |  |  |  |  |  |  |  |
|                              |                              |                              |                              |                              |                              |  |  |                                    |                                    |                                    |                                    |                                    |                                    |  |  |                               |                               |                               |                               |                                |                               |  |  |                                      |                                      |                                      |                                      |                                      |                                      |  |  |                                                      |                                                      |                                                      |                                                      |                                                      |                                                      |  |  |                                        |                                        |                                        |                                        |                                        |                                        |  |  |  |  |  |  |  |  |  |  |
| 1-й армейский корпус (Евлах) | 1-й армейский корпус (Евлах) | 1-й армейский корпус (Евлах) | 1-й армейский корпус (Евлах) | 1-й армейский корпус (Евлах) | 1-й армейский корпус (Евлах) |  |  | 2-й армейский корпус (Пирекешкуль) | 2-й армейский корпус (Пирекешкуль) | 2-й армейский корпус (Пирекешкуль) | 2-й армейский корпус (Пирекешкуль) | 2-й армейский корпус (Пирекешкуль) | 2-й армейский корпус (Пирекешкуль) |  |  | 3-й армейский корпус (Шамкир) | 3-й армейский корпус (Шамкир) | 3-й армейский корпус (Шамкир) | 3-й армейский корпус (Шамкир) | 3-й армейский корпус (Шамкир)  | 3-й армейский корпус (Шамкир) |  |  | 4-й армейский корпус (Баку)          | 4-й армейский корпус (Баку)          | 4-й армейский корпус (Баку)          | 4-й армейский корпус (Баку)          | 4-й армейский корпус (Баку)          | 4-й армейский корпус (Баку)          |  |  | Отдельная общевойсковая армия (5-й армейский корпус) | Отдельная общевойсковая армия (5-й армейский корпус) | Отдельная общевойсковая армия (5-й армейский корпус) | Отдельная общевойсковая армия (5-й армейский корпус) | Отдельная общевойсковая армия (5-й армейский корпус) | Отдельная общевойсковая армия (5-й армейский корпус) |  |  | Артиллерийская бригада                 | Артиллерийская бригада                 | Артиллерийская бригада                 | Артиллерийская бригада                 | Артиллерийская бригада                 | Артиллерийская бригада                 |  |  |  |  |  |  |  |  |  |  |
| 1-й армейский корпус (Евлах) | 1-й армейский корпус (Евлах) | 1-й армейский корпус (Евлах) | 1-й армейский корпус (Евлах) | 1-й армейский корпус (Евлах) | 1-й армейский корпус (Евлах) |  |  | 2-й армейский корпус (Пирекешкуль) | 2-й армейский корпус (Пирекешкуль) | 2-й армейский корпус (Пирекешкуль) | 2-й армейский корпус (Пирекешкуль) | 2-й армейский корпус (Пирекешкуль) | 2-й армейский корпус (Пирекешкуль) |  |  | 3-й армейский корпус (Шамкир) | 3-й армейский корпус (Шамкир) | 3-й армейский корпус (Шамкир) | 3-й армейский корпус (Шамкир) | 3-й армейский корпус (Шамкир)  | 3-й армейский корпус (Шамкир) |  |  | 4-й армейский корпус (Баку)          | 4-й армейский корпус (Баку)          | 4-й армейский корпус (Баку)          | 4-й армейский корпус (Баку)          | 4-й армейский корпус (Баку)          | 4-й армейский корпус (Баку)          |  |  | Отдельная общевойсковая армия (5-й армейский корпус) | Отдельная общевойсковая армия (5-й армейский корпус) | Отдельная общевойсковая армия (5-й армейский корпус) | Отдельная общевойсковая армия (5-й армейский корпус) | Отдельная общевойсковая армия (5-й армейский корпус) | Отдельная общевойсковая армия (5-й армейский корпус) |  |  | Артиллерийская бригада                 | Артиллерийская бригада                 | Артиллерийская бригада                 | Артиллерийская бригада                 | Артиллерийская бригада                 | Артиллерийская бригада                 |  |  |  |  |  |  |  |  |  |  |
|                              |                              |                              |                              |                              |                              |  |  |                                    |                                    |                                    |                                    |                                    |                                    |  |  |                               |                               |                               |                               |                                |                               |  |  |                                      |                                      |                                      |                                      |                                      |                                      |  |  |                                                      |                                                      |                                                      |                                                      |                                                      |                                                      |  |  |                                        |                                        |                                        |                                        |                                        |                                        |  |  |  |  |  |  |  |  |  |  |
| 1-я мотострелковая бригада   | 1-я мотострелковая бригада   | 1-я мотострелковая бригада   | 1-я мотострелковая бригада   | 1-я мотострелковая бригада   | 1-я мотострелковая бригада   |  |  | 2-я мотострелковая бригада         | 2-я мотострелковая бригада         | 2-я мотострелковая бригада         | 2-я мотострелковая бригада         | 2-я мотострелковая бригада         | 2-я мотострелковая бригада         |  |  | 7-я мотострелковая бригада    | 7-я мотострелковая бригада    | 7-я мотострелковая бригада    | 7-я мотострелковая бригада    | 7-я мотострелковая бригада     | 7-я мотострелковая бригада    |  |  | мотострелковая бригада (Зейналабдин) | мотострелковая бригада (Зейналабдин) | мотострелковая бригада (Зейналабдин) | мотострелковая бригада (Зейналабдин) | мотострелковая бригада (Зейналабдин) | мотострелковая бригада (Зейналабдин) |  |  | мотострелковая бригада (Нахичеван)                   | мотострелковая бригада (Нахичеван)                   | мотострелковая бригада (Нахичеван)                   | мотострелковая бригада (Нахичеван)                   | мотострелковая бригада (Нахичеван)                   | мотострелковая бригада (Нахичеван)                   |  |  | Реактивная артиллерийская бригада      | Реактивная артиллерийская бригада      | Реактивная артиллерийская бригада      | Реактивная артиллерийская бригада      | Реактивная артиллерийская бригада      | Реактивная артиллерийская бригада      |  |  |  |  |  |  |  |  |  |  |
| 1-я мотострелковая бригада   | 1-я мотострелковая бригада   | 1-я мотострелковая бригада   | 1-я мотострелковая бригада   | 1-я мотострелковая бригада   | 1-я мотострелковая бригада   |  |  | 2-я мотострелковая бригада         | 2-я мотострелковая бригада         | 2-я мотострелковая бригада         | 2-я мотострелковая бригада         | 2-я мотострелковая бригада         | 2-я мотострелковая бригада         |  |  | 7-я мотострелковая бригада    | 7-я мотострелковая бригада    | 7-я мотострелковая бригада    | 7-я мотострелковая бригада    | 7-я мотострелковая бригада     | 7-я мотострелковая бригада    |  |  | мотострелковая бригада (Зейналабдин) | мотострелковая бригада (Зейналабдин) | мотострелковая бригада (Зейналабдин) | мотострелковая бригада (Зейналабдин) | мотострелковая бригада (Зейналабдин) | мотострелковая бригада (Зейналабдин) |  |  | мотострелковая бригада (Нахичеван)                   | мотострелковая бригада (Нахичеван)                   | мотострелковая бригада (Нахичеван)                   | мотострелковая бригада (Нахичеван)                   | мотострелковая бригада (Нахичеван)                   | мотострелковая бригада (Нахичеван)                   |  |  | Реактивная артиллерийская бригада      | Реактивная артиллерийская бригада      | Реактивная артиллерийская бригада      | Реактивная артиллерийская бригада      | Реактивная артиллерийская бригада      | Реактивная артиллерийская бригада      |  |  |  |  |  |  |  |  |  |  |
|                              |                              |                              |                              |                              |                              |  |  |                                    |                                    |                                    |                                    |                                    |                                    |  |  |                               |                               |                               |                               |                                |                               |  |  |                                      |                                      |                                      |                                      |                                      |                                      |  |  |                                                      |                                                      |                                                      |                                                      |                                                      |                                                      |  |  |                                        |                                        |                                        |                                        |                                        |                                        |  |  |  |  |  |  |  |  |  |  |
| 3-я мотострелковая бригада   | 3-я мотострелковая бригада   | 3-я мотострелковая бригада   | 3-я мотострелковая бригада   | 3-я мотострелковая бригада   | 3-я мотострелковая бригада   |  |  | 4-я мотострелковая бригада         | 4-я мотострелковая бригада         | 4-я мотострелковая бригада         | 4-я мотострелковая бригада         | 4-я мотострелковая бригада         | 4-я мотострелковая бригада         |  |  | 11-я мотострелковая бригада   | 11-я мотострелковая бригада   | 11-я мотострелковая бригада   | 11-я мотострелковая бригада   | 11-я мотострелковая бригада    | 11-я мотострелковая бригада   |  |  | мотострелковая бригада (Кусары)      | мотострелковая бригада (Кусары)      | мотострелковая бригада (Кусары)      | мотострелковая бригада (Кусары)      | мотострелковая бригада (Кусары)      | мотострелковая бригада (Кусары)      |  |  | мотострелковая бригада                               | мотострелковая бригада                               | мотострелковая бригада                               | мотострелковая бригада                               | мотострелковая бригада                               | мотострелковая бригада                               |  |  | Противотанковая артиллерийская бригада | Противотанковая артиллерийская бригада | Противотанковая артиллерийская бригада | Противотанковая артиллерийская бригада | Противотанковая артиллерийская бригада | Противотанковая артиллерийская бригада |  |  |  |  |  |  |  |  |  |  |
| 3-я мотострелковая бригада   | 3-я мотострелковая бригада   | 3-я мотострелковая бригада   | 3-я мотострелковая бригада   | 3-я мотострелковая бригада   | 3-я мотострелковая бригада   |  |  | 4-я мотострелковая бригада         | 4-я мотострелковая бригада         | 4-я мотострелковая бригада         | 4-я мотострелковая бригада         | 4-я мотострелковая бригада         | 4-я мотострелковая бригада         |  |  | 11-я мотострелковая бригада   | 11-я мотострелковая бригада   | 11-я мотострелковая бригада   | 11-я мотострелковая бригада   | 11-я мотострелковая бригада    | 11-я мотострелковая бригада   |  |  | мотострелковая бригада (Кусары)      | мотострелковая бригада (Кусары)      | мотострелковая бригада (Кусары)      | мотострелковая бригада (Кусары)      | мотострелковая бригада (Кусары)      | мотострелковая бригада (Кусары)      |  |  | мотострелковая бригада                               | мотострелковая бригада                               | мотострелковая бригада                               | мотострелковая бригада                               | мотострелковая бригада                               | мотострелковая бригада                               |  |  | Противотанковая артиллерийская бригада | Противотанковая артиллерийская бригада | Противотанковая артиллерийская бригада | Противотанковая артиллерийская бригада | Противотанковая артиллерийская бригада | Противотанковая артиллерийская бригада |  |  |  |  |  |  |  |  |  |  |
|                              |                              |                              |                              |                              |                              |  |  |                                    |                                    |                                    |                                    |                                    |                                    |  |  |                               |                               |                               |                               |                                |                               |  |  |                                      |                                      |                                      |                                      |                                      |                                      |  |  |                                                      |                                                      |                                                      |                                                      |                                                      |                                                      |  |  |                                        |                                        |                                        |                                        |                                        |                                        |  |  |  |  |  |  |  |  |  |  |
| 9-я мотострелковая бригада   | 9-я мотострелковая бригада   | 9-я мотострелковая бригада   | 9-я мотострелковая бригада   | 9-я мотострелковая бригада   | 9-я мотострелковая бригада   |  |  | 6-я мотострелковая бригада         | 6-я мотострелковая бригада         | 6-я мотострелковая бригада         | 6-я мотострелковая бригада         | 6-я мотострелковая бригада         | 6-я мотострелковая бригада         |  |  | 12-я мотострелковая бригада   | 12-я мотострелковая бригада   | 12-я мотострелковая бригада   | 12-я мотострелковая бригада   | 12-я мотострелковая бригада    | 12-я мотострелковая бригада   |  |  | мотострелковая бригада               | мотострелковая бригада               | мотострелковая бригада               | мотострелковая бригада               | мотострелковая бригада               | мотострелковая бригада               |  |  | мотострелковая бригада                               | мотострелковая бригада                               | мотострелковая бригада                               | мотострелковая бригада                               | мотострелковая бригада                               | мотострелковая бригада                               |  |  |                                        |                                        |                                        |                                        |                                        |                                        |  |  |  |  |  |  |  |  |  |  |
| 9-я мотострелковая бригада   | 9-я мотострелковая бригада   | 9-я мотострелковая бригада   | 9-я мотострелковая бригада   | 9-я мотострелковая бригада   | 9-я мотострелковая бригада   |  |  | 6-я мотострелковая бригада         | 6-я мотострелковая бригада         | 6-я мотострелковая бригада         | 6-я мотострелковая бригада         | 6-я мотострелковая бригада         | 6-я мотострелковая бригада         |  |  | 12-я мотострелковая бригада   | 12-я мотострелковая бригада   | 12-я мотострелковая бригада   | 12-я мотострелковая бригада   | 12-я мотострелковая бригада    | 12-я мотострелковая бригада   |  |  | мотострелковая бригада               | мотострелковая бригада               | мотострелковая бригада               | мотострелковая бригада               | мотострелковая бригада               | мотострелковая бригада               |  |  | мотострелковая бригада                               | мотострелковая бригада                               | мотострелковая бригада                               | мотострелковая бригада                               | мотострелковая бригада                               | мотострелковая бригада                               |  |  |                                        |                                        |                                        |                                        |                                        |                                        |  |  |  |  |  |  |  |  |  |  |
| 10-я мотострелковая бригада  | 10-я мотострелковая бригада  | 10-я мотострелковая бригада  | 10-я мотострелковая бригада  | 10-я мотострелковая бригада  | 10-я мотострелковая бригада  |  |  | 8-я мотострелковая бригада         | 8-я мотострелковая бригада         | 8-я мотострелковая бригада         | 8-я мотострелковая бригада         | 8-я мотострелковая бригада         | 8-я мотострелковая бригада         |  |  | 16-я мотострелковая бригада   | 16-я мотострелковая бригада   | 16-я мотострелковая бригада   | 16-я мотострелковая бригада   | 16-я мотострелковая бригада    | 16-я мотострелковая бригада   |  |  |                                      |                                      |                                      |                                      |                                      |                                      |  |  |                                                      |                                                      |                                                      |                                                      |                                                      |                                                      |  |  |                                        |                                        |                                        |                                        |                                        |                                        |  |  |  |  |  |  |  |  |  |  |
| 10-я мотострелковая бригада  | 10-я мотострелковая бригада  | 10-я мотострелковая бригада  | 10-я мотострелковая бригада  | 10-я мотострелковая бригада  | 10-я мотострелковая бригада  |  |  | 8-я мотострелковая бригада         | 8-я мотострелковая бригада         | 8-я мотострелковая бригада         | 8-я мотострелковая бригада         | 8-я мотострелковая бригада         | 8-я мотострелковая бригада         |  |  | 16-я мотострелковая бригада   | 16-я мотострелковая бригада   | 16-я мотострелковая бригада   | 16-я мотострелковая бригада   | 16-я мотострелковая бригада    | 16-я мотострелковая бригада   |  |  |                                      |                                      |                                      |                                      |                                      |                                      |  |  |                                                      |                                                      |                                                      |                                                      |                                                      |                                                      |  |  |                                        |                                        |                                        |                                        |                                        |                                        |  |  |  |  |  |  |  |  |  |  |
| 15-я мотострелковая бригада  | 15-я мотострелковая бригада  | 15-я мотострелковая бригада  | 15-я мотострелковая бригада  | 15-я мотострелковая бригада  | 15-я мотострелковая бригада  |  |  | 18-я мотострелковая бригада        | 18-я мотострелковая бригада        | 18-я мотострелковая бригада        | 18-я мотострелковая бригада        | 18-я мотострелковая бригада        | 18-я мотострелковая бригада        |  |  | 19-я мотострелковая бригада   | 19-я мотострелковая бригада   | 19-я мотострелковая бригада   | 19-я мотострелковая бригада   | 19-я мотострелковая бригада    | 19-я мотострелковая бригада   |  |  |                                      |                                      |                                      |                                      |                                      |                                      |  |  |                                                      |                                                      |                                                      |                                                      |                                                      |                                                      |  |  |                                        |                                        |                                        |                                        |                                        |                                        |  |  |  |  |  |  |  |  |  |  |
| 15-я мотострелковая бригада  | 15-я мотострелковая бригада  | 15-я мотострелковая бригада  | 15-я мотострелковая бригада  | 15-я мотострелковая бригада  | 15-я мотострелковая бригада  |  |  | 18-я мотострелковая бригада        | 18-я мотострелковая бригада        | 18-я мотострелковая бригада        | 18-я мотострелковая бригада        | 18-я мотострелковая бригада        | 18-я мотострелковая бригада        |  |  | 19-я мотострелковая бригада   | 19-я мотострелковая бригада   | 19-я мотострелковая бригада   | 19-я мотострелковая бригада   | 19-я мотострелковая бригада    | 19-я мотострелковая бригада   |  |  |                                      |                                      |                                      |                                      |                                      |                                      |  |  |                                                      |                                                      |                                                      |                                                      |                                                      |                                                      |  |  |                                        |                                        |                                        |                                        |                                        |                                        |  |  |  |  |  |  |  |  |  |  |
| 17-я мотострелковая бригада  |                              |                              |                              |                              |                              |  |  |                                    |                                    |                                    |                                    |                                    |                                    |  |  |                               |                               |                               |                               |                                |                               |  |  |                                      |                                      |                                      |                                      |                                      |                                      |  |  |                                                      |                                                      |                                                      |                                                      |                                                      |                                                      |  |  |                                        |                                        |                                        |                                        |                                        |                                        |  |  |  |  |  |  |  |  |  |  |

## Национальная гвардия
Национальная гвардия Азербайджана создана 25 декабря 1991. Является специальным вооружённым формированием государства. Иногда её называют и Президентской гвардией. Национальная гвардия наделена особыми полномочиями и выполняет задачи как по обеспечению охраны государства, так и Президента республики. Входит в состав Специальной государственной службы охраны (азерб. XDMX — Xususi Dövlət Muhafizə Xidməti). Командующий генерал-полковник Вагиф Ахундов

## Галерея

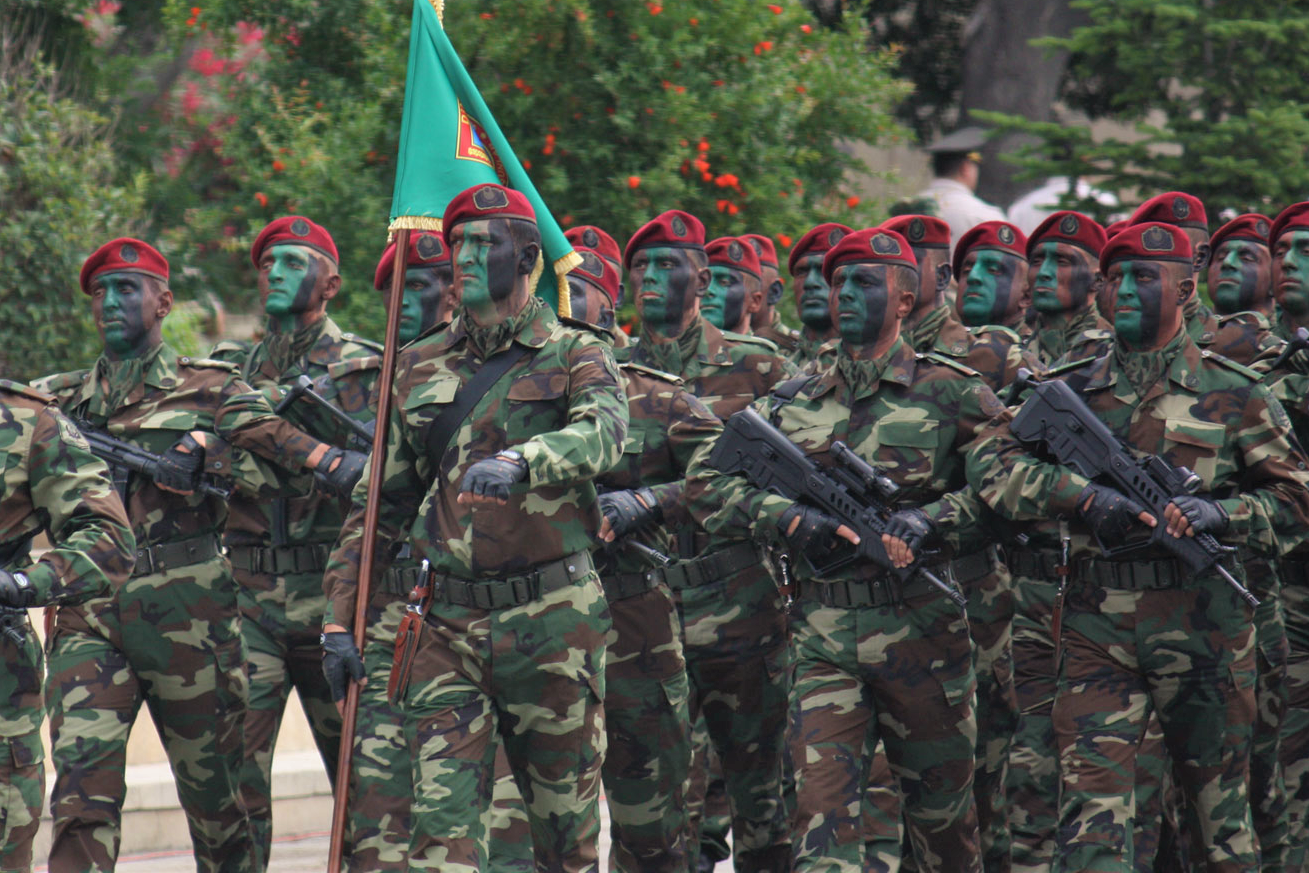
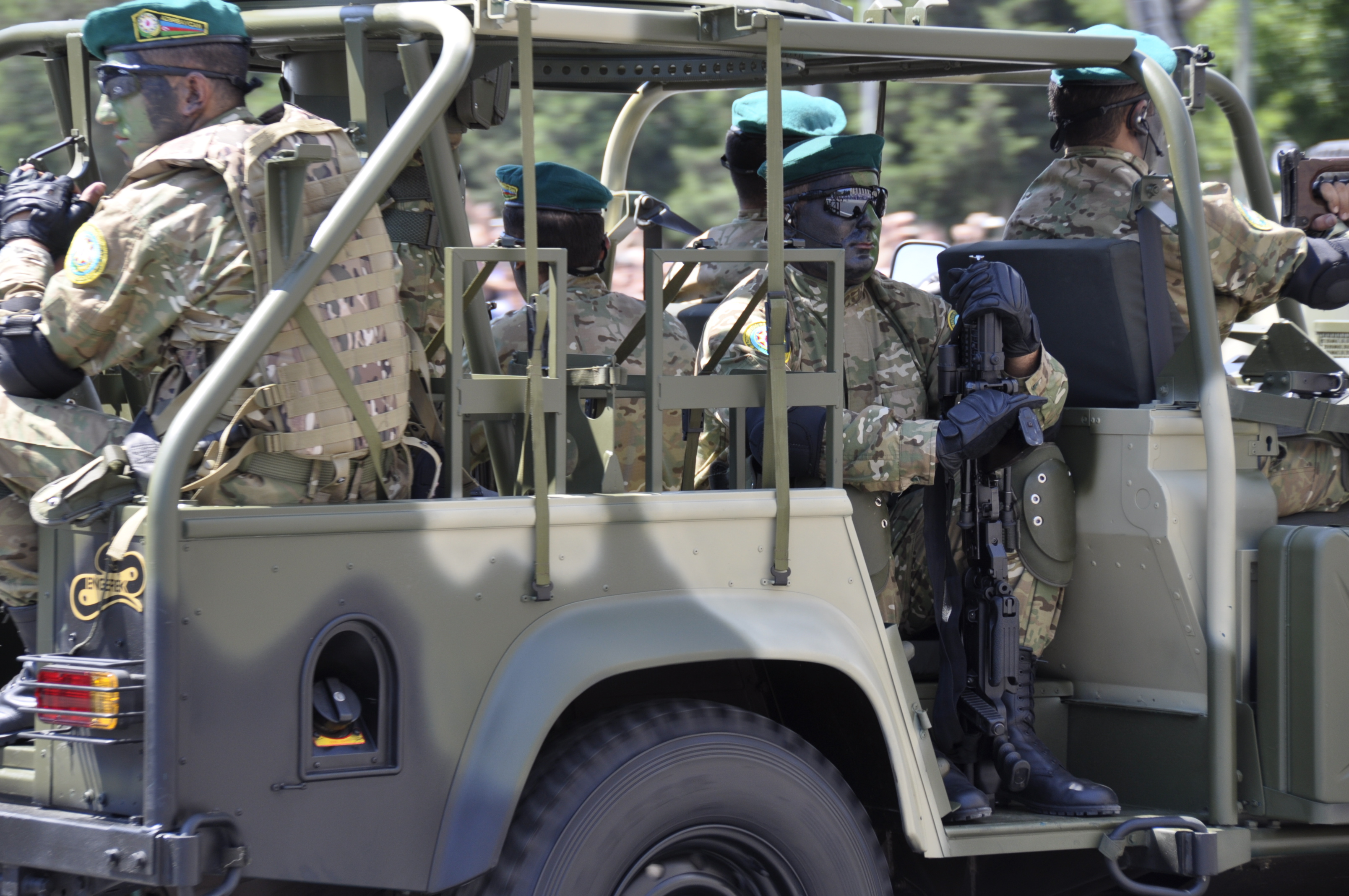
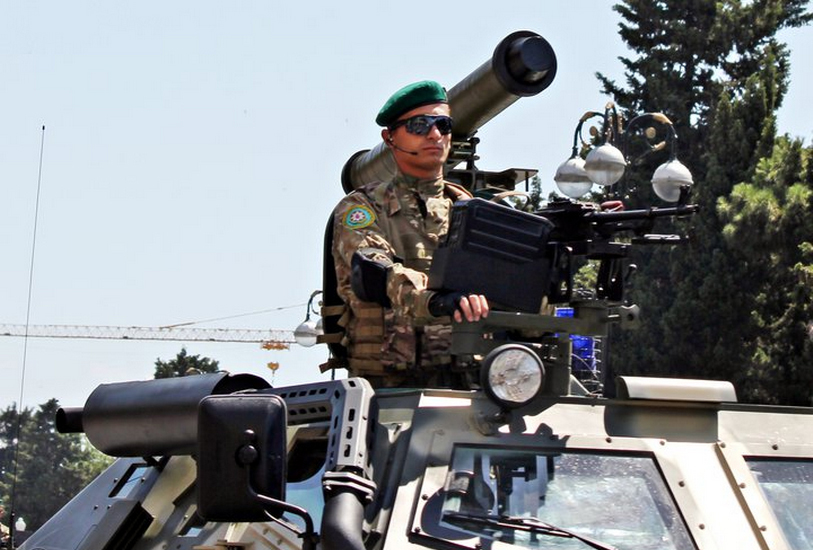
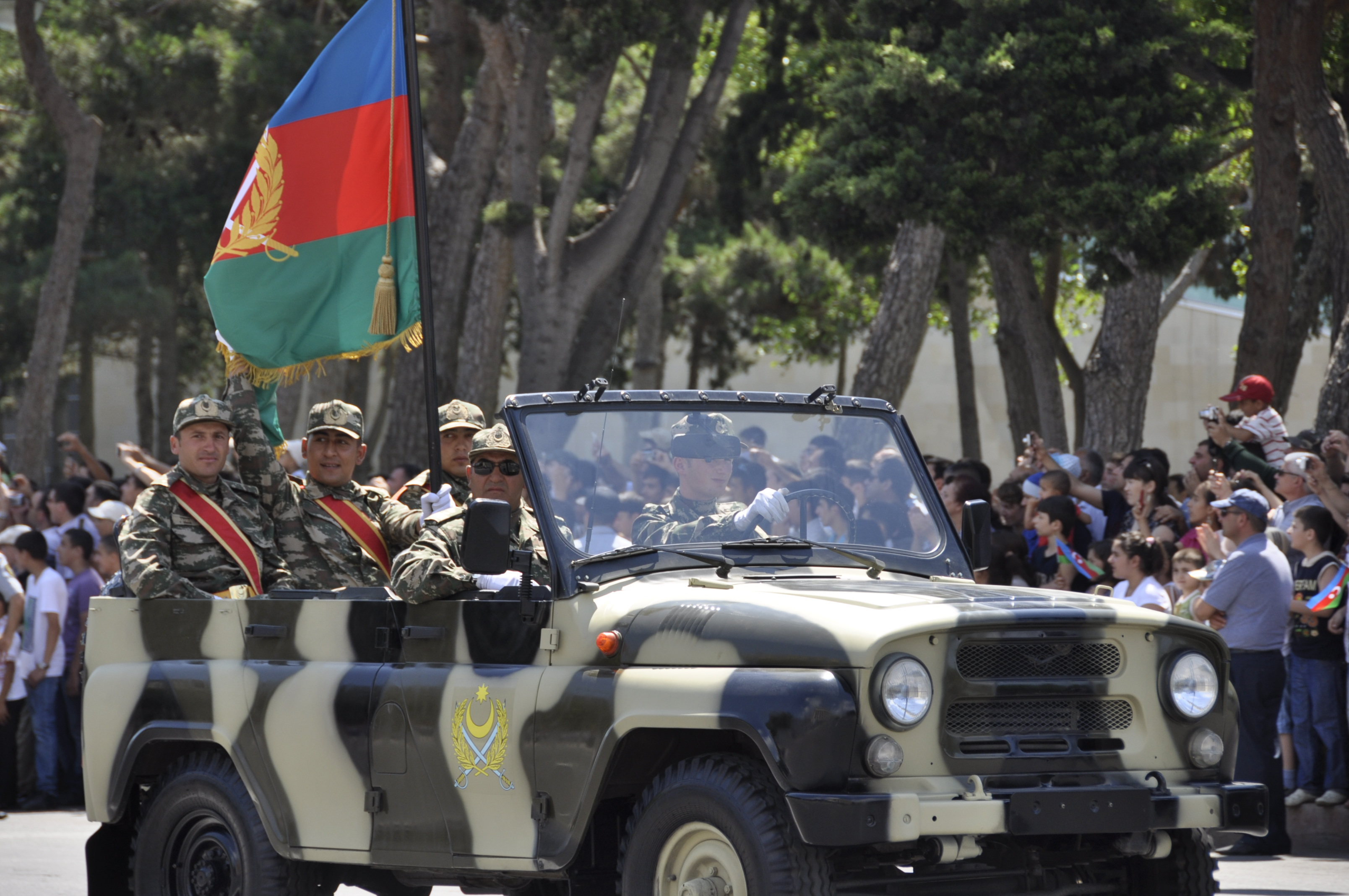
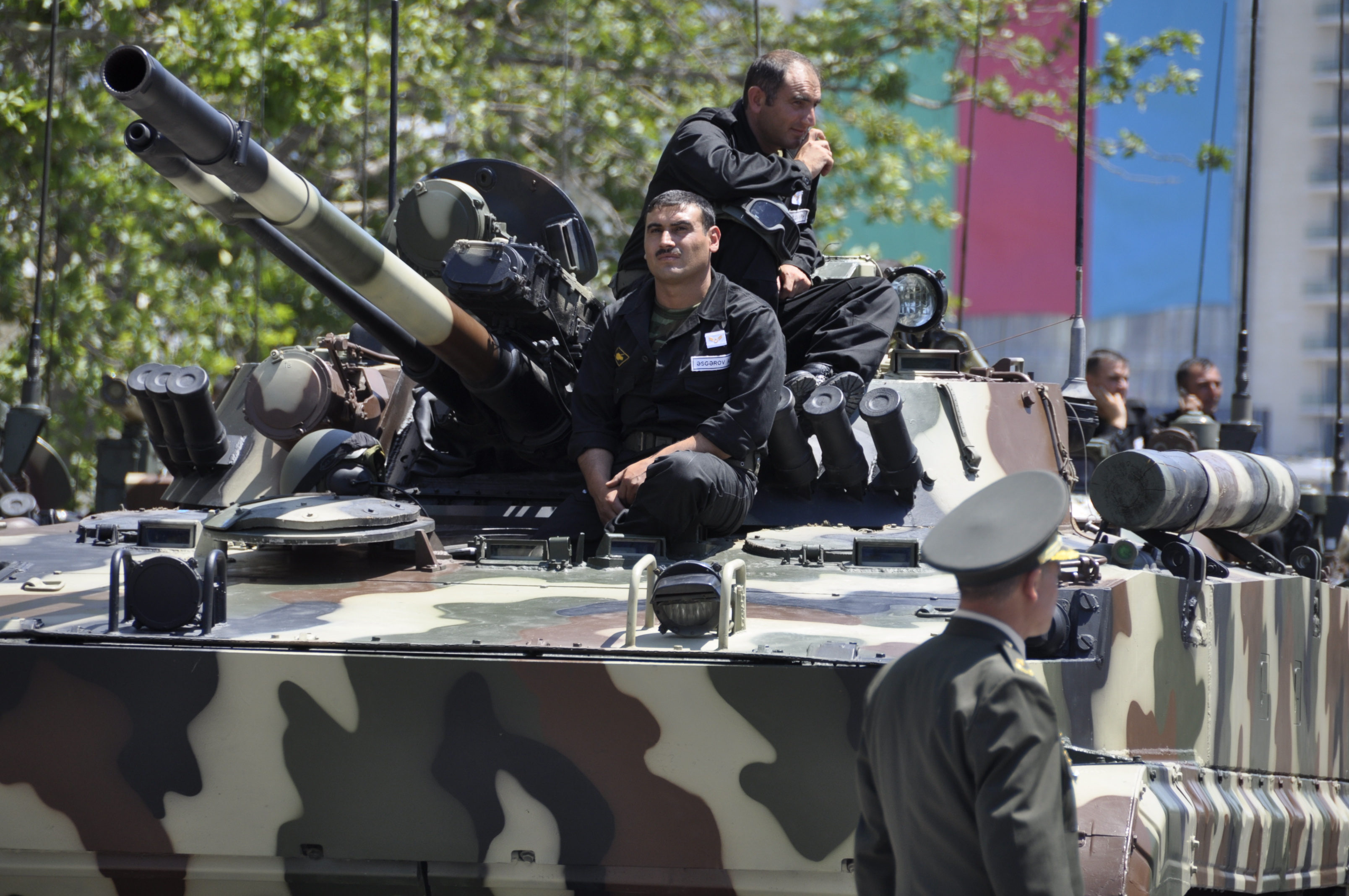

## Военный бюджет
| Военные расходы Азербайджана в 2008—2010 годах. |                    |                    |                    |                                     |                                     |                                     |                                     |                                                                                           |
| Расходы на оборону | Расходы на оборону | Расходы на оборону | Расходы на оборону | % от ВВП (в итоге среднее значение) | % от ВВП (в итоге среднее значение) | % от ВВП (в итоге среднее значение) | % от ВВП (в итоге среднее значение) | Рост (падение) в % от ВВП — 2011 года в сравнении с 2010 годом (в итоге среднее значение) |
| 2008 г. | 2009 г.            | 2010 г.            | 2011 г.            | 2008 г.                             | 2009 г.                             | 2010 г.                             | 2011 г.                             |                                                                                           |
| 1300 | 1446               | 1585               | 3100               | 3,6                                 | 2,76                                | 3,95                                | 6,2                                 | +3,8                                                                                      |
| Таблица составлена на основе анализа открытых данных об экономике и бюджете Азербайджана на 2009 год. Курс доллара по отношению к национальной валюте в среднем принят таким, каким он определён в законе о бюджете страны на 2009 год. |                    |                    |                    |                                     |                                     |                                     |                                     |                                                                                           |

## Знаки различия

### Генералы и офицеры
| Категории               | Генералы          | Генералы          | Генералы      | Старшие офицеры | Старшие офицеры     | Старшие офицеры | Младшие офицеры | Младшие офицеры   | Младшие офицеры | Младшие офицеры   |
| ----------------------- | ----------------- | ----------------- | ------------- | --------------- | ------------------- | --------------- | --------------- | ----------------- | --------------- | ----------------- |
| Погон                   |                   |                   |               |                 |                     |                 |                 |                   |                 |                   |
| Азербайджанское звание  | General-Polkovnik | General-Leytenant | General-Mayor | Polkovnik       | Polkovnik-Leytenant | Mayor           | Kapitan         | Baş Leytenant     | Leytenant       | Kiçik Leytenant   |
| Российское соответствие | Генерал-полковник | Генерал-лейтенант | Генерал-майор | Полковник       | Подполковник        | Майор           | Капитан         | Старший лейтенант | Лейтенант       | Младший лейтенант |

### Рядовые и младший командный состав
| Категории               | Солдаты | Солдаты   | Старшины        | Старшины | Старшины        | Старшины    | Прапорщики | Прапорщики        | Прапорщики |
| ----------------------- | ------- | --------- | --------------- | -------- | --------------- | ----------- | ---------- | ----------------- | ---------- |
| Погон                   |         |           |                 |          |                 |             |            |                   |            |
| Шеврон                  | нет     |           |                 |          |                 |             |            |                   |            |
| Азербайджанское звание  | Əsgər   | Baş Əsgər | Kiçik Çavuş     | Çavuş    | Baş Çavuş       | Kiçik Gizir | Gizir      | Baş Gizir         |            |
| Российское соответствие | Рядовой | Ефрейтор  | Младший сержант | Сержант  | Старший сержант | Старшина    | Прапорщик  | Старший прапорщик |            |